# Alsomyia chloronitens
Alsomyia chloronitens är en tvåvingeart som beskrevs av Louis-Paul Mesnil 1977. Alsomyia chloronitens ingår i släktet Alsomyia och familjen parasitflugor.
Artens utbredningsområde är Madagaskar. Inga underarter finns listade i Catalogue of Life.